# Драгомировы
Драгомировы — малороссийский дворянский род.
Происходит от польского шляхетского рода Драгомирецких, герба Сулима. Род Драгомировых внесен во II часть Дворянской родословной книги Черниговской губернии.
Антон Иванович Драгомирецкий принял русское подданство в 1739 году и поселился в Гетманщине (Малороссии).

## Известные представители
Его правнук, генерал Драгомиров Михаил Иванович. Сын последнего — Драгомиров, Абрам Михайлович (1868—1955) — генерал от кавалерии, участник Первой мировой войны и Гражданской войны на стороне Белого движения.
Другой сын — Драгомиров, Владимир Михайлович (1867—1928) — русский военачальник, генерал-лейтенант.

## Описание герба
Щит четверочастный: в 1, голубом поле опрокинутая подкова; во 2, красном, ворон, держащий в клюве золотое кольцо; в 3, красном, стрела и в 4, голубом, золотое кольцо
Щитодержатель: слева гриф.